# Lupta de la Pietrosu și Veverița (1916)
Lupta de la Pietrosu și Veverița a fost o acțiune militară de nivel tactic, desfășurată pe Frontul Român, în timpul campaniei din anul 1916 a participării României la Primul Război Mondial. Ea s-a desfășurat în perioada 4/17 octombrie 1916 și a avut ca rezultat stoparea înaintării forțelor Puterilor Centrale, în ea fiind angajate forțe române din Divizia 13 Infanterie română și forțe ale Puterilor Centrale din Corpul Alpin german și Brigada 10  Munte austro-ungară. A făcut parte din acțiunile militare care au avut loc în bătălia de pe Valea Oltului.:p. 425

## Comandanți

### Comandanți români
- General Gheorghe Sănătescu

### Comandanți ai Puterilor Centrale
- General Konrad Krafft von Dellmensingen
- General  Gábor Tánczos